# Pleuraphodius kaffa
Pleuraphodius kaffa är en skalbaggsart som beskrevs av Rudolph Petrovitz 1964. Pleuraphodius kaffa ingår i släktet Pleuraphodius och familjen Aphodiidae. Inga underarter finns listade i Catalogue of Life.